# Bernardo Barrera
Bernardo Barrera (Montevideo, 4 de octubre de 1997) es un basquetbolista uruguayo que se desempeña como escolta en Nacional de la Liga Uruguaya de Básquetbol.

## Trayectoria

### Clubes
| Club                    | País      | Año             |
| ----------------------- | --------- | --------------- |
| Bohemios                | Uruguay   | 2015 - 2016     |
| Welcome                 | Uruguay   | 2016 - 2017     |
| 25 de Agosto            | Uruguay   | 2017            |
| Bohemios                | Uruguay   | 2017 - 2018     |
| Gimnasia y Esgrima (CR) | Argentina | 2018 - 2021     |
| Salta Basket            | Argentina | 2021            |
| Cordón                  | Uruguay   | 2021            |
| Libertad                | Argentina | 2021 - 2022     |
| Lagomar                 | Uruguay   | 2022            |
| Goes                    | Uruguay   | 2022 - 2023     |
| Trouville               | Uruguay   | 2023 - 2024     |
| Nacional                | Uruguay   | 2024 - Presente |

## Selección nacional
Barrera fue miembro de los seleccionados juveniles de baloncesto de Uruguay. 
Con la selección absoluta participó en los Juegos Panamericanos de 2019, convocado a último momento en sustitución de un lesionado Bruno Fitipaldo.
En 2023 disputó el Torneo Preolímpico FIBA de América. 